# Gelbe Suppe

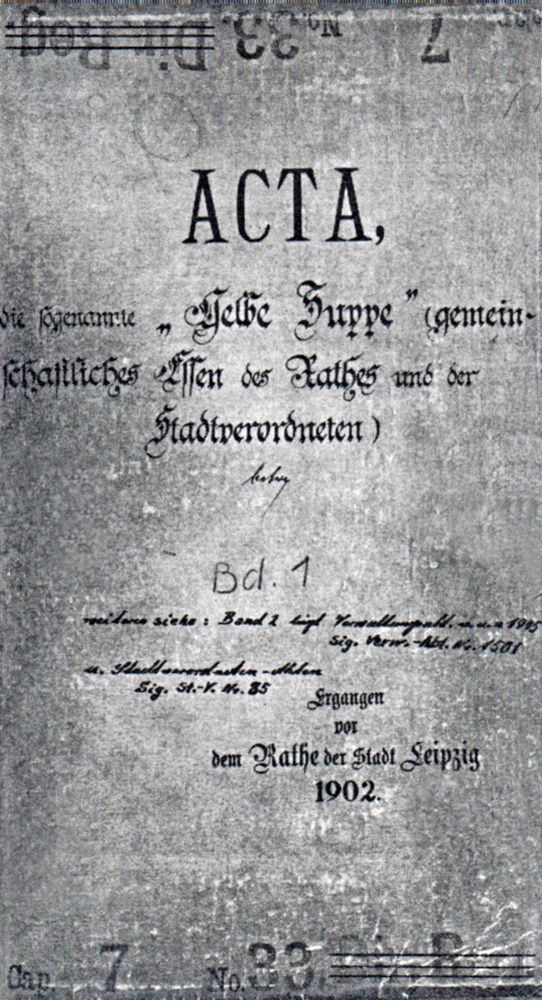
Deckblatt der Akte „Gelbe Suppe“ im Stadtarchiv Leipzig

Gelbe Suppe war der Name eines über mehr als 50 Jahre jeweils am ersten Werktag eines Jahres in Leipzig abgehaltenen Festmahls des Rates der Stadt und der Stadtverordneten sowie zugleich der namensgebende erste Gang des Mahls.

## Geschichte
In Leipzig wurde nach der Einführung der sächsischen Städteordnung 1831 die Versammlung der Stadtverordneten von den steuerzahlenden Bürgern gewählt und ein Drittel von ihr jährlich durch eine Neuwahl ersetzt. Am ersten Werktag nach Neujahr fand dann die konstituierende Sitzung statt, auf der die scheidenden Stadtverordneten verabschiedet und die neugewählten in ihr Amt eingeführt wurden. Es bürgerte sich ein, sich im Anschluss daran bei einem geselligen Beisammensein in einer Leipziger Gaststätte bei gutem Essen auch außerhalb des amtlichen Rahmens näher kennenzulernen.
Die Wahlordnung mit Einteilung nach Steuerklassen sorgte dafür, dass die Stadtverordneten vor allem Bankiers, Großkaufleute, Industrielle, Verleger, prominente Juristen, Wissenschaftler und Ärzte, aber auch Angehörige des kaufmännisch-handwerklichen Mittelstands waren.
Der erste Beleg für eine solche „Nachsitzung“ stammt von 1853 als Einladung zu einem „einfachen Mahl“. Dabei wird allerdings noch nicht die Gelbe Suppe erwähnt. Dieser Begriff im Zusammenhang mit dem Festmahl tauchte in der Medienberichterstattung über das Ereignis erstmals 1880 im Leipziger Tageblatt auf, obwohl er intern schon früher benutzt wurde, wie der Liedtext im Bild von 1860 belegt. Ab 1890 wurde dann auch in den offiziellen Einladungen zur „Gelben Suppe“ gebeten.
Das Festmahl der Gelben Suppe fand zunächst in verschiedenen Leipziger Gaststätten statt, wobei sich die Wirte um die Ausrichtung bewarben. Belegt sind Durchführungen bis 1860 in Aeckerleins Keller, danach im Hôtel de Pologne und ab 1870 im Schützenhaus. Es gab auch Bewerbungen vom Bonorand im Rosental.
Als 1895 SPD-Vertreter als Stadtverordnete gewählt wurden, zeigte sich die konservative Exklusivität der Veranstaltung, denn diese nahmen an dem Mahl und den folgenden nicht teil. 1898 wurde die Drittelersetzung des Stadtparlaments auf einen Zweijahresrhythmus erweitert, dem das Festmahl der Gelben Suppe folgte. Nach der Fertigstellung des Neuen Rathauses wurde die Gelbe Suppe ab 1909 in dessen Festsaal zelebriert, angerichtet von der Küche des Ratskellers. Das letzte Festmahl fand 1913 statt. Nach dem Ersten Weltkrieg wurde bei vollkommen veränderten Machtverhältnissen im Stadtparlament die Tradition nicht wieder aufgenommen, erst recht nicht zur Zeit des Nationalsozialismus.
Nach dem Zweiten Weltkrieg versuchten die Stadtverordneten, die Tradition der Gelben Suppe wieder aufleben zu lassen. Das Mahl begann in dieser Hungerzeit mit einer Erbsensuppe und endete auch gleich mit ihr. Es blieb bei dem Versuch.

## Die Suppe und das Mahl

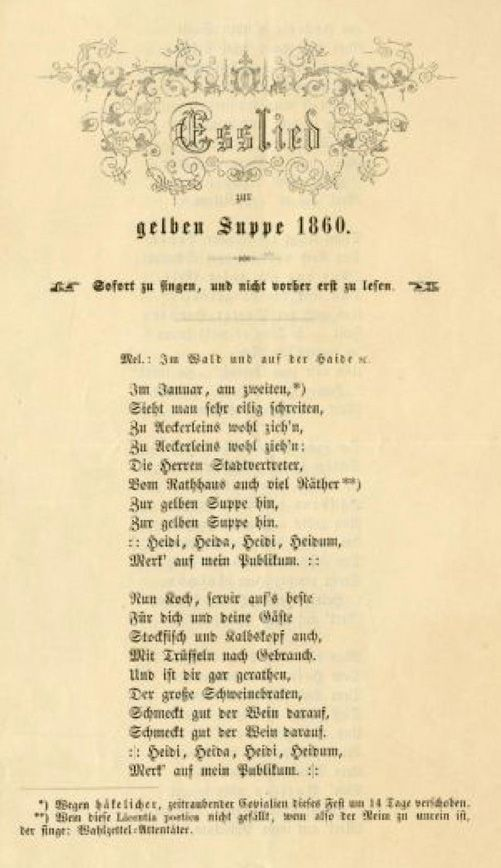
Liedtext zum Festmahl der Gelben Suppe 1860

Trotz der zahlreichen Belege zur Gelben Suppe gibt es keinerlei Hinweis auf ihre Rezeptur, bis auf die Vermutung, dass es wohl in den meisten Fällen eine Erbsensuppe war. Ein Hinweis auf ihre Bedeutung findet sich im Deutschen Wörterbuch von Jacob und Wilhelm Grimm, wo die gelbe Suppe als „Bild üppigen Wohllebens“ in der älteren deutschen Sprache angeführt wird. Damit ist die Gelbe Suppe am Anfang des Menüs wohl als Symbol des Wohlergehens, andererseits aber auch als ein durchgehendes Zeichen der Tradition zu verstehen.
Die Speisenfolgen zum Festmahl der Gelben Suppe fielen in den späteren Jahren recht umfangreich aus, wie das Beispiel aus dem Jahr 1896 zeigt: Gelbe Suppe / Steinbutt in Austernsauce / Hammelrücken garnirt / Frischer Hummer Sauce remoulade / Seyr. Capaun / Salat.- Compot / Eis Prinz Pückler / Obst / Butter und Käse. Weitere Menükarten ähnlichen Umfangs sind überliefert.
Während in der Anfangszeit eher eine lockere Atmosphäre herrschte, wie der abgebildete Liedtext von 1860 beweist, traten später ritualisiertere Abfolgen in den Vordergrund. Trinksprüche in vorgegebener Reihenfolge bei feststehender Tisch- und Kleidungsordnung wurden ausgebracht und Kapellen zur musikalischen Umrahmung engagiert, wobei deren Repertoire bis Wagner reichte.
Der Preis des Menüs wurde stets von den Teilnehmern selbst beglichen.

## Über Leipzig hinaus
Obwohl auch in anderen sächsischen Städten ein Festmahl der Gelben Suppe abgehalten wurde, ist wegen der ältesten Belege Leipzig als Ursprung anzusehen. In Dresden wurde das Festmahl zunächst offenbar zu anderen Terminen begangen, ab 1888 als Jahresabschlussveranstaltung. Zu 1890 bemerkte der Dresdner Stadtarchivar: „Am Jahresabschlusstreffen 1890 nahmen an dem Mahle, das nun nach Leipziger Muster als ‚Gelbe Suppe‘ bezeichnet wurde, auch die Ratsmitglieder teil“. Die Dresdener Tradition hielt sich bis 1927, die Chemnitzer bis 1922. Ähnliche Veranstaltungen sind auch für Freiberg, Mittweida und Plauen belegt.